# Raha Moharrak

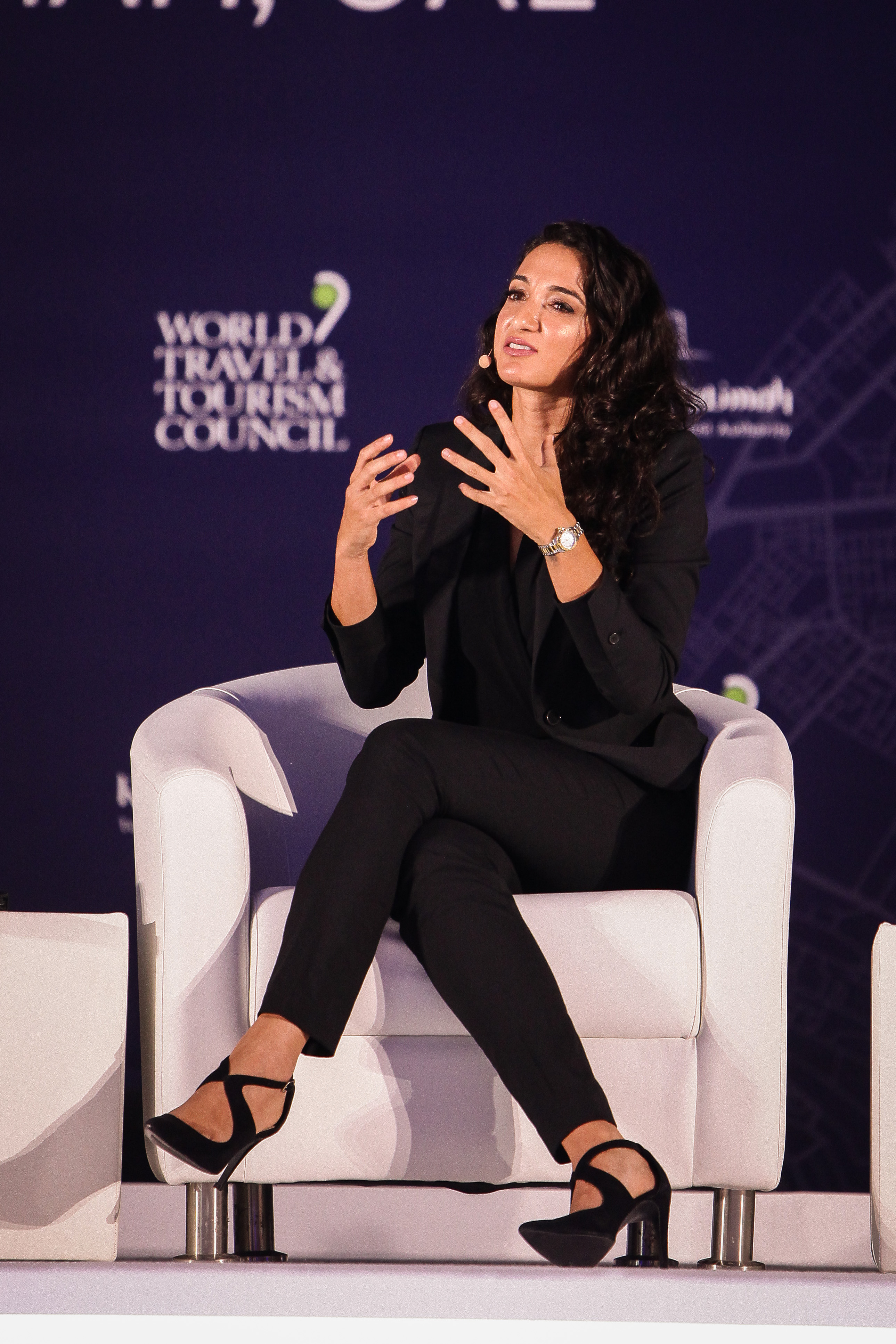
Raha Moharrak (2019)

Raha Moharrak (* 25. Januar 1986 in Dschidda) ist eine saudi-arabische Bergsteigerin.

## Leben
Moharrak, in Dschidda aufgewachsen, ist die jüngste von drei weiteren Geschwistern und graduierte zunächst an der American University of Sharjah, Vereinigte Arabische Emirate, in Visueller Kommunikation. Ihren Master of Business Administration erreicht sie an der Synergy-Universität in Dubai.
Moharrak lebt in Dubai und ist in der Grafikdesignbranche tätig.

## Mount Everest
Bevor sie die Besteigung des höchsten Berges der Erde in Angriff nahm, erklomm sie den Kilimandscharo, den Mount Vinson, den Elbrus, den Aconcagua, den Kala Patthar, den Citlaltépetl und den Iztaccíhuatl. Erst im Februar 2013 stand sie auf dem Aconcagua in Chile, um dann Mitte Mai desselben Jahres den Mount Everest zu bezwingen. In einer Gruppe von 34 Bergsteigern und 29 Sherpabergführern erreichte sie von der nepalesischen Seite aus am 18. Mai 2013, als erste saudi-arabische Staatsbürgerin, den Mount Everest. Ihre Vierergruppe nannte sich „Arabs with Altitude“. Gruppenmitglieder waren der bekannte palästinensische Bergsteiger Raed Zidan und Mohammed al Thani, ein Mitglied der königlich-katarische Familie.